# كوريل درو
كوريل دراو (بالإنجليزية: CorelDRAW)‏ هو برنامج احتكاري لتحرير الرسومات المتجهية وضعته شركة كوريل في 1989. في البداية كان برنامج الرسوميات الموجهة كوريل دراو، ومع مرور الوقت ظهرت برامج أخرى مثل كوريل فوطوبانت وكوريل ريف ليضافوا للبرنامج فأصبح منظومة للرسم.
الاسم الأصلي هو كوريل دراو، ولكن منذ النسخة 11، أصبحت المنظومة تدعى بكوريل دراو للرسم. ويبدو أن الشركة الأم قررت التوقف عن ترقيم نسخ المنظومة، بما أن النسخة الأخيرة سميت بمنظومة كوريل دراو للرسم  اكس3  بدلا من 13، رغم أنه يبدو جليا أن اكس هو في الحقيقة عشرة بالأعداد الرومانية (اكس =10)
المنظومة موجهة للمحترفين. أي أن هذه البرامج تعطي خيارات عديدة وبصورة عامة مبتكرة. وتأتي عامة مصحوبة بالعديد من الوثائق الضخمة مزدانة بالنماذج وكليب آرت. في المقابل، أسعار التراخيص مرتفعة جدا مما يجعلها غير متيسرة للأفراد.

## برامج المنظومة
- كوريل دراو—البرامج للرسومات الموجهة.
- كوريل فوطوانت برنامج يستخدم DAO بالبيتمايب وتنسيق الصور.
- كوريل دريم ثلاثي الأبعاد - برنامج للنحت الرقمي.
- كوريل رايف—البرامج لتحريك الرسومات الموجهة ويسمح بإنشاء رسوم متحركة لماكروميديا فلاش.
- كوريل بوور تراس برنامج لتنسيق الموجه للصور.
- كوريل تراس :السالف لكوريل بوور.
- كوريل كابتور – برنامج لالتقاط الشاشة.
- كوريل تاكستير—إنشاء مساعد للمظهر السطحي قابل للاستعمال لتستخدم في كوريل دراو. أو فوطوبانت

## النسخ
حتى النسخة 5.0، كوريل داو كان متاحاة على منصة نظام التشغيل os2.
وهنا لائحة الإصدارات المختلفة من برامج كوريل دراو :
- كوريل دراو فقط لنظام الويندوز
- كوريل دراو 2 فقط لنظام الويندوز
- كوريل دراو 3 فقط لنظام الويندوز
- كوريل دراو 4 فقط لنظام الويندوز
- كوريل دراو 5 فقط لنظام الويندوز
- كوريل دراو 6 فقط لنظام الويندوز
- كوريل دراو 7، كوريل فوطوبانت 7، كوريل دريم 7 فقط لنظام الويندوز
- كوريل دراو 8، كوريل فوطوبانت 8 فقط لنظام الويندوز
- كوريل دراو 9 فقط لنظام الويندوز
- كوريل دراو 10 فقط لنظام الويندوز
- منظومة كوريل دراو للرسم 11 فقط لنظام الويندوز
- منظومة كوريل دراو للرسم 12 فقط لنظام الويندوز
- منظومة كوريل دراو للرسم (إكس13) يناير 2006) – بوور تراس). فقط لنظام الويندوز
- منظومة كوريل دراو للرسم (إكس14) يناير 2008 فقط لنظام الويندوز
- منظومة كوريل دراو للرسم (إكس15) يناير 2010 فقط لنظام الويندوز
- منظومة كوريل دراو للرسم (إكس16) يناير 2012 بمعماريتين أكس 86 و 64 بت فقط لنظام الويندوز
- منظومة كوريل دراو للرسم (إكس17) يناير 2014 بمعماريتين أكس 86 و 64 بت فقط لنظام الويندوز
- منظومة كوريل دراو للرسم (إكس18) مارس 2016 بمعماريتين أكس 86 و 64 بت فقط لنظام الويندوز
- منظومة كوريل دراو للرسم (إكس19) 2017 مارس 2017 بمعماريتين أكس 86 و 64 بت فقط لنظام الويندوز
- منظومة كوريل دراو للرسم (إكس20) 2018 مارس 2018 بمعماريتين أكس 86 و 64 بت فقط لنظام الويندوز
- منظومة كوريل دراو للرسم (إكس21) 2019 مارس 2019 بمعماريتين أكس 86 و 64 بت لنظام الويندوز والماكنتوش
- منظومة كوريل دراو للرسم (إكس22) 2020 مارس 2020 بمعماريتين أكس 86 و 64 بت لنظام الويندوز والماكنتوش